# O Cangaceiro – Die Gesetzlosen
O Cangaceiro – Die Gesetzlosen ist ein brasilianischer Abenteuerfilm von 1953, der in den 1930er Jahren im Sertão spielt. Er ist der erste brasilianische Spielfilm, der international bekannt wurde, wozu auch die Titelmelodie Mulher Rendeira beitrug. Der Filmtitel leitet sich vom Begriff des Cangaceiro ab. Bei den Internationalen Filmfestspielen von Cannes 1953 erhielt der Film die Auszeichnung als bester Abenteuerfilm.

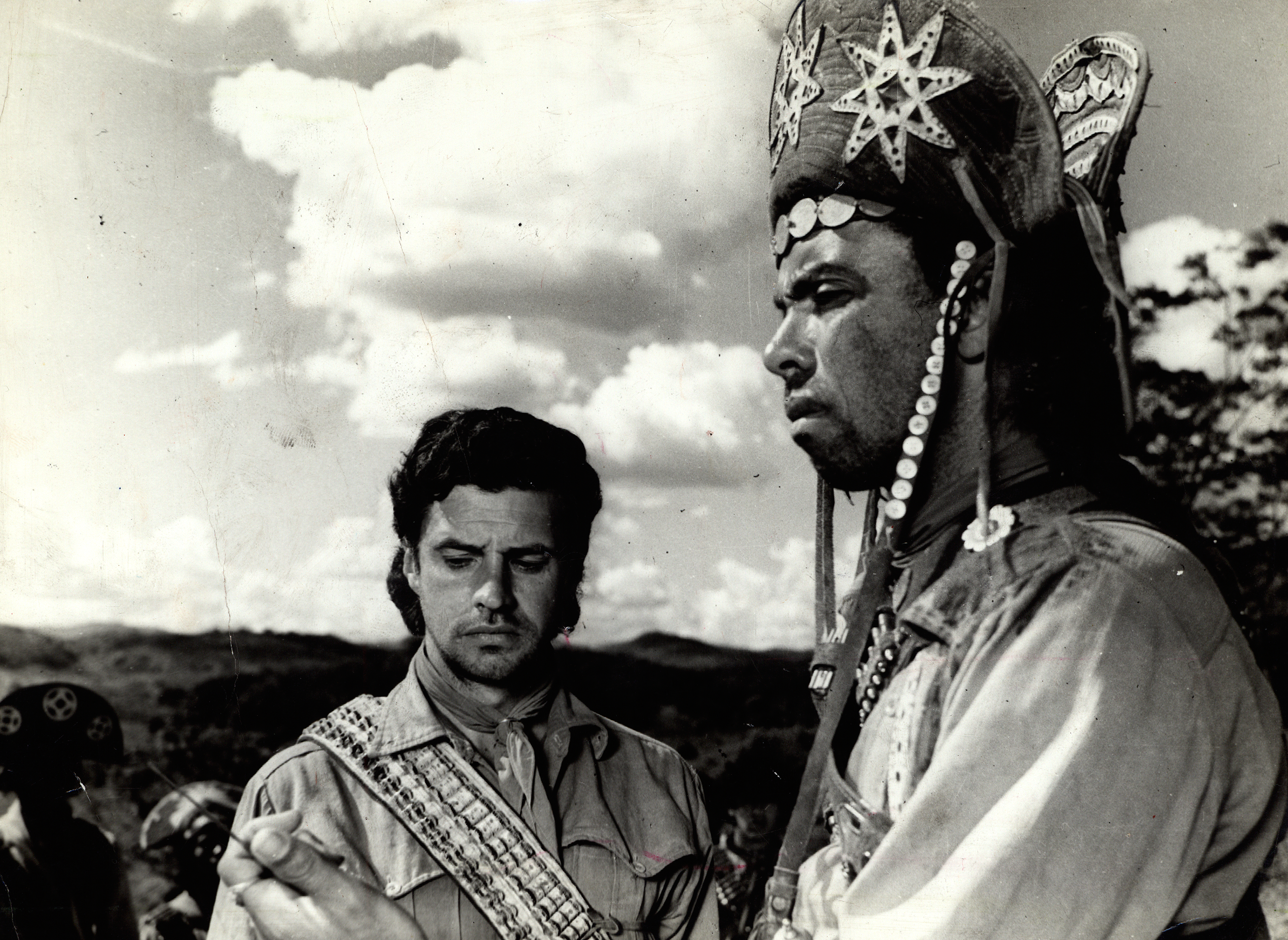
Alberto Ruschel und Milton Ribeiro in einer Szene des Films

## Handlung
Die Bande von Hauptmann Galdino Ferreira terrorisiert in den ärmlichen Dörfern des Sertão die Bevölkerung. Bei einem Überfall entführen sie die Lehrerin Olivia, um ein Lösegeld zu erpressen. Als sich sowohl Ferreira als auch sein Stellvertreter Teodoro in sie verlieben, kommt es in der Bande zu einer Spaltung.

## Historischer Hintergrund, Produktionsgeschichte
Der Film ist bis hin zum Nachnamen von Hauptmann Ferreira angelehnt an die Aktivitäten einer Bande Cangaceiros, die in den 1920er/30er Jahren im Sertão unter der Führung von Virgulino Ferreira da Silva, genannt Lampião (Die Lampe), operierte.
Die Produktion wurde nicht am Ort des historischen Geschehens im Sertão gedreht, sondern in Vargem Grande do Sul im Bundesstaat São Paulo sowie dem Filmstudio in São Bernardo do Campo.

## Veröffentlichung
Erstaufführungen:
- Brasilien: 20. Januar 1953
- Portugal: 8. Dezember 1953
- Bundesrepublik Deutschland: 8. Januar 1954
- USA: 2. September 1954 (als The Bandit of Brazil)

Fernsehausstrahlungen:
- Deutschland: 28. Januar 1967 (ARD)
- DDR: 16. September 1972 (DFF 2)

## Kritik
„Die Urballade vom guten Räuber und vom schönen Mädchen, längst als ein Muß-Bestandteil in Routine-Wildwestern verheizt, erfährt durch die unverbrauchten Bild- und Musikrhythmen, in den Gesichtern eines neu entdeckten Gangster-Reservoirs (der nordbrasilianischen Desperados) eine faszinierende Wiederbelebung. Einer der Filme, die man unter Hunderten nicht verwechseln kann.“

„Es geschieht nicht oft, daß man im Film Bäume, Sträucher, Sand und Fluß und die Gesichter der Menschen, der guten und der bösen, so ungeschminkt sieht. Zweifellos geht da manches auf die Magennerven, aber ebenso zweifellos ist den Brasilianern in diesem Film ohne Stars (mit einer prächtigen Musik) der große Wurf eines naiven Kunstwerks gelungen. Ob man freilich die Grausamkeit des Lebens, besser gesagt, einer Abart des Lebens (des Räuberlebens nämlich) der Phantasie des Kinobesuchers so brutal aufzudrängen soll - das steht auf einem anderen Blatt.“

„Ein balladeskes Thema, eine volkstümliche Sage, ein Räuberlied zwischen brutaler Realität und leisen Lyrismen, von fern ein Stück Schinderhannes-Atmosphäre in einer bizarren Umwelt. Einen solchen Ton im Film zu treffen, so unbedingt und unreflektiert, ist schon eine bedeutende Ueberraschung. Das Unverstellte und Elementare hat das große Wort. Der Hauptmann läßt einen der Cangaceiro-Reiter von einem galoppierenden Pferd zu Tode schleifen - eisiges Ereignis einer Grausamkeit, die elementar ist wie die Natur, gezeigt in den Gesichtern der Zuschauer, dem langsamen Wenden der Köpfe und der unbeteiligt-gespannt spähenden Augen. Solche Szenen einer gelassenen Sicherheit haben die Regie von Lima Barreto und die Kamera von Ronald Taylor vielfach eingefangen. Und ganz ohne Pose, aus der vollen Natur ihrer Persönlichkeit spielen die Darsteller: Milton Ribeiro, der grausame Brigantenhauptmann, Alberto Ruschel, der edelmütige Räuber, dazu die beiden Frauen Marisa Prado (Olivia) und die schwarzhaarige Vanja Orico.“

## Überlieferung, Adaptionen
Aus unbekannten Gründen ist der Film auch in Brasilien bislang nie auf Video oder DVD ediert worden. Die deutsche Fassung ist lediglich 95 Minuten lang und damit um gut 10 Minuten kürzer als das Original. 
O Cangaceiro wurde zum Vorbild für einige Nachfolgeproduktionen, so A Morte Comando o Cangaço (BRA 1961, R.: Carlos Coimbra, Walter Guimarães Motta) oder Viva Cangaceiro (I 1970, R.: Giovanni Fago).